# Puno
Puno este un oraș din Peru, situat pe malul lacului Titicaca.